# Postępowanie skargowe
Postępowanie skargowe – uproszczone postępowanie administracyjne wszczynane wyłącznie na żądanie jego uczestnika (skarżącego).
Nie stosuje się do niego wyłączeń z art. 3 Kodeksu postępowania administracyjnego, tak więc obowiązuje także w postępowaniach karno-skarbowych, postępowaniach podatkowych uregulowanych Ordynacją podatkową, postępowaniach należących do właściwości polskich przedstawicielstw dyplomatycznych i urzędów konsularnych, a także w sprawach wynikających z podległości służbowej pracowników organów i jednostek organizacyjnych organów państwowych i innych państwowych jednostek organizacyjnych.
Przedmiotem skargi może być w szczególności zaniedbanie lub nienależyte wykonywanie zadań przez właściwe organy albo przez ich pracowników, naruszenie praworządności lub interesów skarżących, a także przewlekłe lub biurokratyczne załatwianie spraw.